# ساعة معك (فلم)
ساعة معك (بالإنجليزية: One Hour with You) هو فيلم كوميدي تم إنتاجه في الولايات المتحدة وصدر في سنة 1932. الفيلم من إخراج جورج كوكور.

## ترشيحات وجوائز
| السنة | الحدث  | الفئة     | النتيجة |
| ----- | ------ | --------- | ------- |
| 1932  | أوسكار | أفضل فيلم | ترشـيـح |

## وصلات خارجية
- مقالات تستعمل روابط فنية بلا صلة مع ويكي بيانات